# 米哈伊萊維奇 (德羅霍貝奇區)
49°22′33″N 23°36′2″E / 49.37583°N 23.60056°E
米哈伊萊維奇（羅馬化：Mykhailevychi）是烏克蘭的村落，位於該國西部利沃夫州，由德羅霍貝奇區負責管轄，始建於1284年，面積1.7平方公里，人口975，人口密度每平方公里574.2人。